# ازغنغان

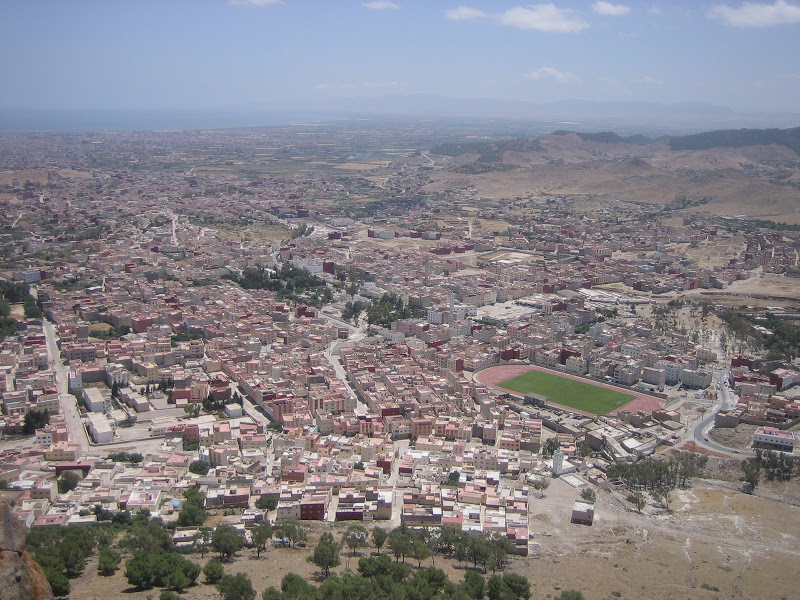
نمایی از شهر ازغنغان

ازغنغان (به فرانسوی: Zeghanghane) یک منطقهٔ مسکونی در مراکش است که در استان الناظور واقع شده‌است. ازغنغان ۲۰٬۱۸۱ نفر جمعیت دارد.